# Кучурган (річка)
Кучурга́н — річка в Україні, в межах Роздільнянського району Одеської області. Впадає у Кучурганське водосховище (з якого Стояновим гирлом з'єднується з лівим рукавом Дністра Турунчуком).

## Топоніміка
До XVIII ст. річка мала назву Курчаган. Існує декілька версій пояснення назви річки. 
1. Дослівно: «Річка, що пересихає». Назву виводять від татарського *kuru «сухий» і *čukčur «рів, ложе річки». Це тлумачення не є прийнятним з фонетичної точки зору.
2. Кучурган — «великий піщаний горб», кучурганський – «той, що складається з кількох піщаних горбів». Назва походить від українського апелятиву.
3. «Висока могила» — утворився внаслідок контамінації, тобто взаємодії слів кучугура і курган < слова kurhan, пов'язане з тюркським *kur «спорудити, укріпити».
4. «Переміщати, переселяти» — назва тюркського походження, виникла за допомогою суфікса -ган (< -gan) на позначення опредметненої ознаки, вираженої твірним göçür- , кѳчур- . Первинно вона стосувалась урочища, в якому протікає річка і могли зупинятися османські поселенці, тому важко визначити напевно, чим конкретно мотивований топонім: проточним характером води, що переміщається рухається, чи місцем, де відбувалось переселення кочівників.
5. «Опоясати, оточити» – Походження гідроніма від тюркського курча, яке виділяють на підставі варіанта Курчаганъ за ознакою «межове значення річки». Воно є менш ймовірним з огляду на пізні фіксації похідних з основою Курча- у порівнянні з конструкцією «на урочищѣ Кучурганѣ».

## Опис
Довжина 119 км, площа водозбірного басейну 2 090 км². Долина у верхів'ї V-подібна, нижче — трапецієподібна. Заплава двостороння, завширшки 0,1—0,4 км. Річище помірно звивисте, завширшки від 5 до 46 м, на окремих ділянках утворює плеса. Похил річки 0,89 м/км. Споруджено водосховища та бл. 50 ставків. Вода мінералізована, каламутна, з болотним присмаком, тому використовується лише на господарсько-побутові потреби.

## Розташування
Кучурган бере початок на південних схилах Подільської височини, на північ від села Оленівки. Тече переважно на південь і (частково) південний схід. Впадає у Кучурганське водосховище біля села Кучурган. 
Річка протікає через смт Захарівку та Велику Михайлівку, а також чимало сіл.